# GJ 3378
GJ 3378 is een rode dwerg met een spectraalklasse van M4.0Ve. De ster bevindt zich 25,22 lichtjaar van de zon.